# Constant Prévost
Louis Constant Prévost (* 4. Juni 1787 in Paris; † 14. August 1856 ebenda) war ein französischer Geologe.

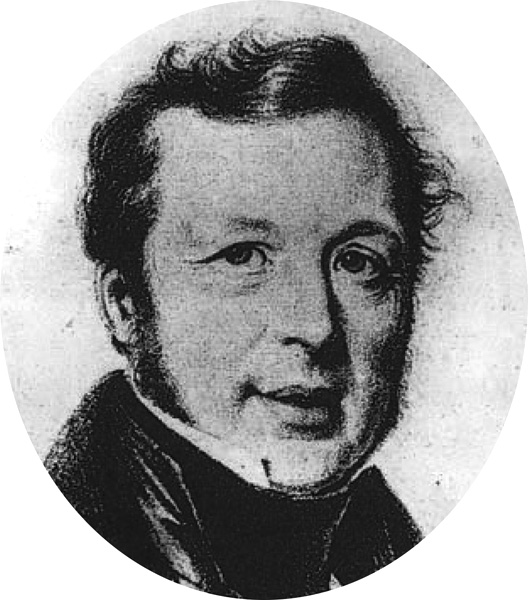
Constant Prévost

Prévost war der Sohn eines Steuerpächters und studierte in Paris Medizin, Zoologie und Geologie unter anderem bei Georges Cuvier und Alexandre Brongniart (sein Mentor) mit dem Abschluss 1811. Er begleitete Brongniart 1807 auf Exkursionen in der Bretagne, Normandie und den Pyrenäen und besuchte mit ihm 1812 Abraham Gottlob Werner an der Bergakademie in Freiberg. Er unternahm Studienreisen nach Österreich, wo ihm Gemeinsamkeiten des Wiener Beckens mit dem Pariser Becken im Tertiär auffielen und in die Normandie, deren mesozoische Schichten er mit denen Südenglands verglich. 1821 bis 1829 war er Professor für Geologie im Athenaeum, ab 1829 an der École des Arts et Manufactures und 1831 Professor für Geologie an der Sorbonne.
Er war wie Charles Lyell ein Anhänger gradueller, langsamer Änderungen in der Erdgeschichte, die heute noch studiert werden konnten (Aktualismus, damals auch Uniformitalismus genannt), im Gegensatz zum Katastrophismus von Cuvier. Er selbst studierte Vulkanismus unter anderem in Italien und der Auvergne. 1831 war er Zeuge des Ausbruchs des Unterwasservulkans Ferdinandea vor der Südküste Siziliens (von ihm Insel Juli genannt, er veröffentlichte einen Bericht darüber 1835).
1834, 1839 und 1851 war er Präsident der französischen geologischen Gesellschaft, zu deren Gründern er 1830 gehörte, und war seit 1848 Mitglied der Académie des sciences als Nachfolger von Brogniard.

## Schriften
- De la Chronologie des terrains et du synchronisme des formations, 1845
- Documents pour l’histoire des terrains tertiaires, Paris 1827
- mit E. Bassano Traité de géographie physique, Paris 1836